# カンテレ×FODドラマ
『カンテレ×FODドラマ』は、関西テレビ（カンテレ）の制作により、フジテレビで2025年1月10日（9日深夜）から放送されている深夜ドラマ枠の冠タイトル。

## 概要
2024年11月17日に、関西テレビが本枠を設置することを発表した。
2025年3月までは0:25 - 55、同年4月からは10分前倒しで0:15 - 45に放送されている。

## 放送リスト

### 2025年
- 未恋〜かくれぼっちたち〜（1月10日 - 3月14日）

主演：伊藤健太郎
- MADDER その事件、ワタシが犯人です（4月11日 - 6月13日）

主演：五百城茉央（乃木坂46）
- ロンダリング（7月4日 - ）

主演：藤原丈一郎（なにわ男子）

## 放送局
| 放送期間                | 放送時間                   | 放送局     | 対象地域   | 備考   |
| ----------------------- | -------------------------- | ---------- | ---------- | ------ |
| 2025年1月10日 - 3月14日 | 金曜 0:25 - 55（木曜深夜） | 関西テレビ | 近畿広域圏 | 製作局 |
|                         | 金曜 2:25 - 55（木曜深夜） | フジテレビ | 関東広域圏 |        |

| 放送期間        | 放送時間                   | 放送局     | 対象地域   | 備考   |
| --------------- | -------------------------- | ---------- | ---------- | ------ |
| 2025年4月11日 - | 金曜 0:15 - 45（木曜深夜） | 関西テレビ | 近畿広域圏 | 製作局 |
|                 | 金曜 2:15 - 45（木曜深夜） | フジテレビ | 関東広域圏 |        |